# 王察言
王察言（1521年—？），字師舜，號歷田，山東東昌府濮州朝城縣民籍山西馬邑縣人，明朝政治人物。

## 生平
山東鄉試第十二名舉人。嘉靖三十二年（1553年）中式癸丑科會試第二百二十九名，三甲第九十七名進士。刑部观政，同年授直隶曲周知县，调嘉善县，升南刑部主事。

## 家族
曾祖王玘；祖父王雄，贈監察御史；父王應，監察御史。嫡母趙氏（封孺人）；生母袁氏。弟容言（监生）。